# 機甲警察金屬傑克
《機甲警察金屬傑克》是1991年日本日昇製作的機器人動畫片作品，全劇共37集，播放日期是1991年4月8日至12月23日期間。

## 故事簡介
公元2015年，未來世界的東京陷入一片機械人攻擊以及電腦犯罪等恐怖行動，正威脅著人民的安全，神祕的司令官～醍醐正尚為了要抵抗那些邪惡的機械犯罪，他耗費多年成立一個專案計畫，名為【Metal Project裝甲計畫】，並開始尋找適當人選。
有一天，知名國際企業【財前集團】正舉辦派對慶祝活動，一名財前集團的貴公子，財前純卻被邪惡組織【Ido】列為攻擊目標，並打算襲擊城市，用機械人犯罪征服世界，為了保護財前純而深受重傷，瀕臨死亡的三位刑警，在醍醐司令的協助之下，將三位刑警改造成人造人，並以【機甲警察金屬傑克】的身分，徹底保護城市與人民安全，將邪惡組織徹底粉碎，現在啟動警察變身，JACK ON!!

## 登場人物介紹

### 機甲警察隊 Metal Jack
- 神崎 健＼紅傑克　配音：（日）神奈延年※配音員當時用本名叫林延年來擔綱演出。

本作的男主角，隸屬東京警視廳的火熱刑警，擅長高超的射擊技術，他雖然外表屌兒啷噹，但是富有正義感，在辦案現場總是出類拔萃，在一次財前集團派對，為保護貴公子財前純而敵人炸成重傷，生命垂危之際，被醍醐司令重新改造成紅傑克，而且他變身紅傑克，至今未曾給其他人公開秘密，他與財前純有如兄弟般的友情，因此在純面前發誓要與其他兩人一起陷入罪惡深淵的城市中徹底捍衛，他的忠實夥伴是一隻電腦警犬【拉達】。
- 阿古力 亮＼銀傑克　配音：（日）中村大樹

是位帥氣金髮，性格孤僻的F1賽車手，雖然他討厭在別人面前表現出和藹可親，但是展現那帥氣的笑容卻讓所有女性為之瘋狂，他改造成銀傑克，是位擅長速攻的警察，對於金屬傑克的身分一向保持隱密，也不向人透露，直到故事結尾後才揭曉。
- 豪田 剛＼藍傑克　配音：（日）山口 健

他是位世界上首屈一指的職業摔角手，在機甲警察改造成藍傑克，他運用他強大的蠻力與破壞力，將敵人與障礙物全數破壞，實力堅強，剛開始並與亮等人，沒興趣加入機甲警察，後來是因健為了這城市的和平以及對財前純的承諾努力戰鬥而改觀。

### 機甲警察高層部
- 醍醐 正尚　配音：（日）加藤精三

他是開發【Metal Project裝甲計畫】的執行者兼指揮官，真實的樣貌至今連神崎三人都保持隱密，然後任命三位警察執行任務。
- 藩銀蓮　配音：（日）佐佐木優子

負責開發【Metal Project裝甲計畫】的一名女科學家。

### 國際企業集團【財前】與【Ido】
財前集團
- 財前 純　配音：（日）藤本譲

他是財前集團的年輕後裔，他雖然有著過人的智商，卻仍然像孩子般任性，與擔任刑警的健視為兄弟，在那次宴會上被【Ido】的機器人攻擊之下，為了保護他而身受重傷，後來在醫護中心觀察一陣子後，才逐漸恢復，但在劇情中期，被一群【Ido】的手下活捉便洗腦成【New Ido】新首領。
- 霧谷 俊一　配音：（日）小野健一

擔任財前集團的秘書，即使在秘書的職務之中，一旦純陷入危機總是會挺身相助。
- 財前会長　配音：（日）仁内建之

財前集團的會長，也是純的父親，在一次慶祝派對，被【Ido】的機器人用的追蹤飛彈給炸死，故事就在意想不到的情況下展開。

## 外部連結
- 官方網頁 （页面存档备份，存于）